# حسن أبو باشا
اللواء حسن سليمان أبو باشا (2 ديسمبر 1922 - 18 سبتمبر 2005) بالقاهرة وله ولد وبنتان. وتخرج في كلية الشرطة عام 1945 وشغل منصب وزير الداخلية في الفترة من 1982 إلى 1984 ثم عين وزيرا للحكم المحلي في نفس العام وقبلها تقلد العديد من المناصب في قطاع الأمن، وله بصمات واضحة في محاربة الإرهاب والحد من عمليات القتل المستمرة التي تبناها الإرهابيون. وقبل تعيينه وزيرا للداخلية شغل مناصب منها رئيس جهاز مباحث أمن الدولة.
نجا أبو باشا من محاولة اغتيال في 5 مايو سنة 1987، توفي في سبتمبر 2005.